# باشگاه فوتبال آستریا زالتسبورگ
باشگاه فوتبال آستریا زالتسبورگ (انگلیسی: SV Austria Salzburg) یک باشگاه فوتبال در کشور اتریش است.
این باشگاه که در شهر زالتسبورگ قرار دارد در سال ۲۰۰۵ تأسیس شده است.

## نگارخانه

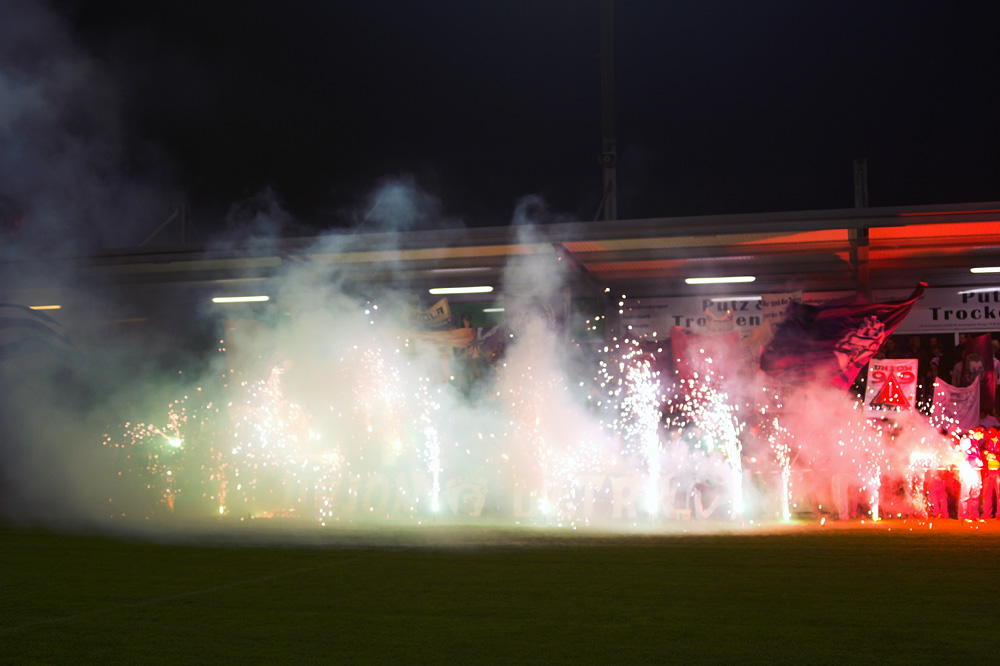
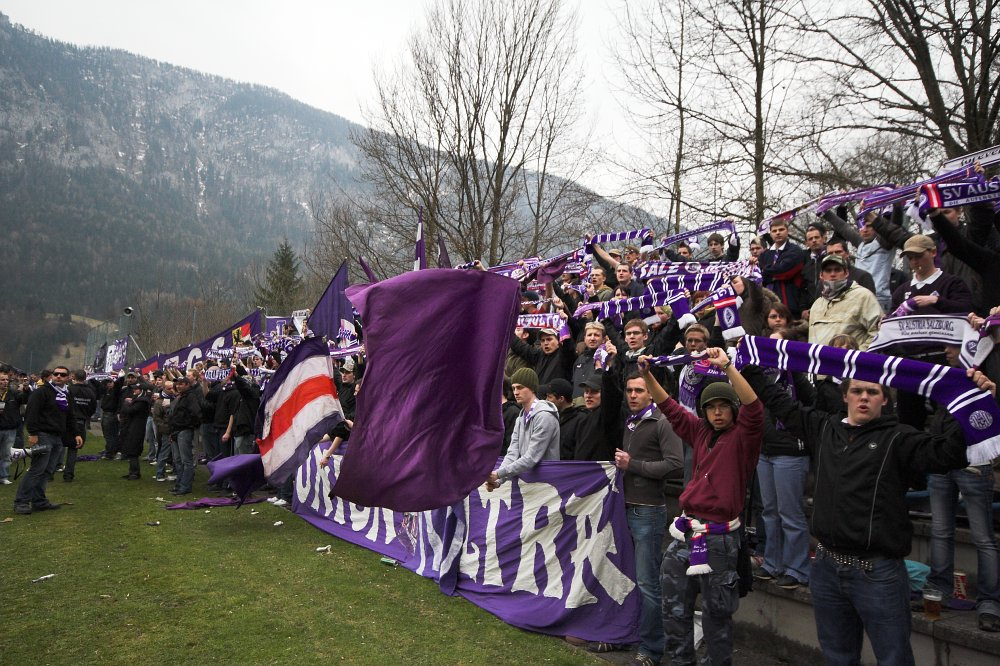
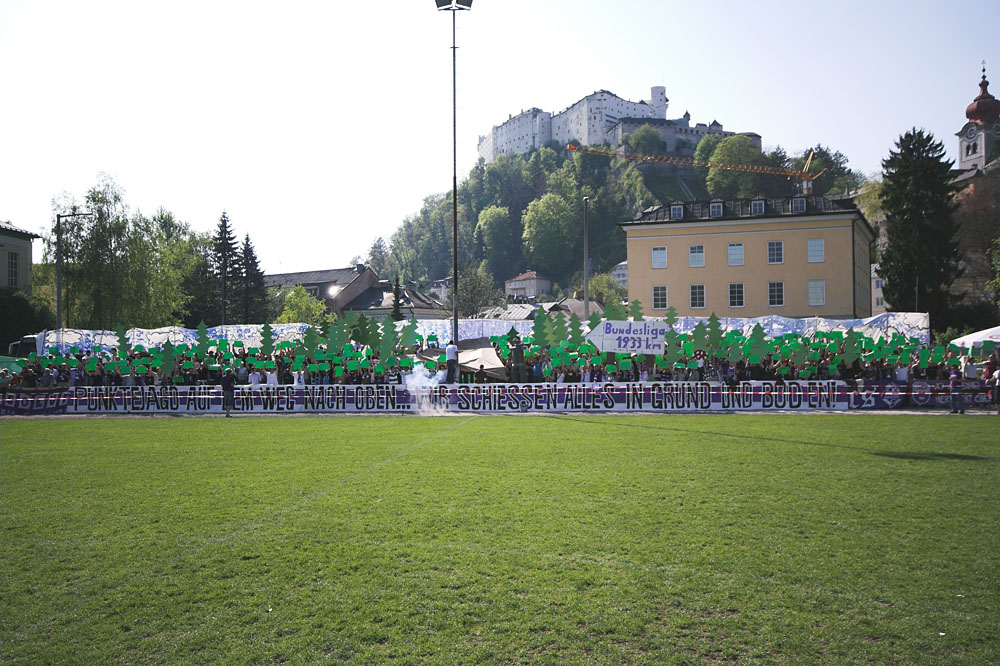